# Vela (satelliet)

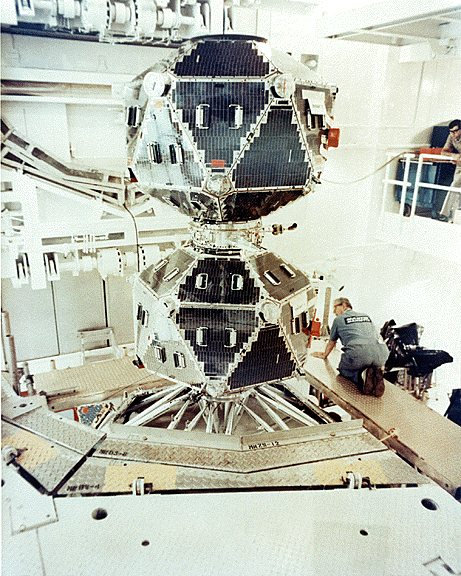
Het tweetal Vela-5A/B satellieten in de cleanroom. Na lancering werden de twee satellieten A en B gescheiden.

Vela was de verzamelnaam voor gelijksoortige satellieten die de Verenigde Staten lanceerden om te controleren of de Sovjet-Unie en andere nucleaire staten zich hielden aan de Partial Test Ban Treaty (Kernstopverdrag) van 1963 en geen bovengrondse kernproeven deden. Ze vormden het Vela Hotel-onderdeel van Project Vela. De naam werd aan het Spaans ontleend als afkorting van velador (wachter).
Vela begon in 1959 als een klein onderzoeksprogramma, maar eindigde 26 jaar later als een geslaagd omvangrijk ruimteproject. In de jaren 70 van de twintigste eeuw nam het Defense Support Program (DSP) de taak over om kernexplosies waar te nemen. Eind jaren 80 werd dit systeem uitgebreid met de Navstar gps-satellieten. Het programma heet nu Integrated Operational Nuclear Detection System (MASINT).

## Invoering
In totaal werden er twaalf satellieten gebouwd, zes volgens het Vela Hotel-ontwerp, en zes van het Advanced Vela-type. De Vela Hotel-reeks moest kernproeven in de ruimte waarnemen, terwijl het Advanced Vela-type ook proeven in de atmosfeer moest detecteren.
Alle satellieten werden geleverd door TRW en in tweetallen gelanceerd met een Atlas-Agena of een Titan III-C met boosters (hulprakettrappen) naar banen op een hoogte van 100.000 tot 110.000 km, ruim boven de Van Allen-gordels. Het eerste duo Vela Hotel-satellieten werd op 17 oktober 1963 gelanceerd
, een week nadat het Test Ban Treaty van kracht werd, en de laatste in 1965. Volgens ontwerp konden ze zes maanden werken, maar in de praktijk werden ze pas na vijf jaar uitgeschakeld. Paren Advanced Vela-satellieten werden in 1967, 1969 en 1970 gelanceerd. De voorziene levensduur was eerst 18 maanden, maar werd later verlengd tot zeven jaar. Vehicle 9 werd in 1984 als laatste uitgeschakeld, maar was al in 1969 gelanceerd en had het bijna vijftien jaar volgehouden.

## Instrumenten
De oorspronkelijke Vela satellieten hadden twaalf externe röntgen-, achttien interne neutronen- en verder gammadetectoren aan boord. Zonnepanelen leverden 90 watt. De latere Advanced Vela-satellieten waren daarnaast uitgerust met twee silicium fotodiode-sensoren die bhangmeters genoemd werden en lichtsterktes maten met een tijdsresolutie van minder dan een milliseconde. Daarmee kon de plaats van een kernexplosie bepaald worden met een nauwkeurigheid van ruwweg 5000 kilometer. Kernexplosies in de atmosfeer geven een "kromme met twee bulten": een korte, felle flits van ongeveer één milliseconde, gevolgd door een langduriger, maar minder fel licht dat een of meer seconden nodig heeft om op te komen.
Deze lichteffecten worden veroorzaakt doordat het buitenoppervlak van een oorspronkelijke vuurbal van de kernexplosie wordt ingehaald door een uitdijende schokgolf die uit geïoniseerd gas bestaat. Hoewel het gas in deze schokgolf veel licht uitstraalt is het ondoorzichtig, zodat de veel fellere vuurbal afgedekt wordt. Door de uitdijing koelt het gas in de schokgolf af en wordt het doorzichtig zodat de veel warmere en heldere vuurbal weer zichtbaar wordt. Er was geen natuurverschijnsel bekend dat dit lichteffect kan veroorzaken, hoewel er gespeculeerd werd dat de Vela-satellieten zeldzame gebeurtenissen konden waarnemen, zoals meteorieten die in de atmosfeer bliksem veroorzaken.
Het Vela-incident, een dubbele lichtflits op 22 september 1979, werd volgens een onderzoekscommissie "waarschijnlijk niet door een kernproef" veroorzaakt.
De latere Advanced Vela-satellieten waren tevens uitgerust met sensoren om de elektromagnetische puls van een kernexplosie in de atmosfeer waar te nemen. Voor deze instrumenten was extra vermogen nodig, in totaal 120 watt die geleverd werd door zonnepanelen.
Onverwacht deden de Vela-satellieten een grote sterrenkundige ontdekking: de gammaflitsen uit de ruimte.

## Verwijzingen
1. ↑  Encyclopedia Astronautica, artikel Vela nuclear detection surveillance satellites.
2. ↑  New York Times. South Africa Stops Short Of Denying Nuclear Test, The Ledger, Lakeland, Florida, overgenomen uit The New York Times, 27 October 1979
3. ↑  Lightning Superbolts Detected By Satellites, Science Frontiers, September 1977, No. 1, die weer Turman, B.N.; "Detection of Lightning Superbolts," Journal of Geophysical Research, 82:2566, 1977. aanhaalt. Ontleend aan Science-Frontiers.com website July 24, 2010.
4. ↑  Dunning, Brian. The Bell Island Boom, Skeptoid Media, 26 Jan 2010. Ontleend aan de website van Skeptoid, 26 juli 2010. Citaat (onderstreping toegevoegd): "They also picked up large lightning flashes, and it was in part from the Vela satellites that we learned about lightning superbolts. About five of every ten million bolts of lightning is classified as a superbolt, which is just what it sounds like: An unusually large bolt of lightning, lasting an unusually long time: About a thousandth of a second. Superbolts are almost always in the upper atmosphere, and usually over the oceans."
5. ↑  https://web.archive.org/web/20120209131904/http://foia.abovetopsecret.com/VELA_SATELLITE/THE_VELA_INCIDENT/REPORTS/AD_HOC_REPORT_SEPT_23_1980.pdf Rapport 23 september 1980
6. ↑  Klebesadel, R. et al. (1973). Observations of Gamma-Ray Bursts of Cosmic Origin. Astrophysical Journal Letters 182: L85. DOI: 10.1086/181225.
7. ↑  Vedrenne, Gilbert & Atteia, Jean-Luc (2009). Gamma-Ray Bursts: The brightest explosions in the Universe. Springer/Praxis Books. ISBN 978-3-540-39085-5.